# كوري بيلسير
كوري بيلسير (بالإنجليزية: Corey Belser)‏ مواليد 22 نوفمبر 1982 في نورنبرغ، هو مدرب كرة سلة أمريكي ولاعب معتزل. بدأ مسيرته الاحترافية في سنة 2006. يبلغ طوله 6 قدم 6.75 بوصة (2.0 م). اعتزل اللعب في 2012. لعب مع نادي أريس لكرة السلة في سنة 2009، ثم لعب مع إسبون هونكا من سنة 2009 إلى 2011.

## روابط خارجية
- كوري بيلسير على موقع كرة السلة الأوروبية.كوم (الإنجليزية)
- كوري بيلسير على موقع DraftExpress.com (الإنجليزية)
- كوري بيلسير على موقع كلية كرة السلة في سبورتس رفرنس.كوم (الإنجليزية)
- كوري بيلسير على موقع ريلجم (الإنجليزية)
- كوري بيلسير على موقع بروبوليرز (الإنجليزية)